# Simning vid olympiska sommarspelen 1924

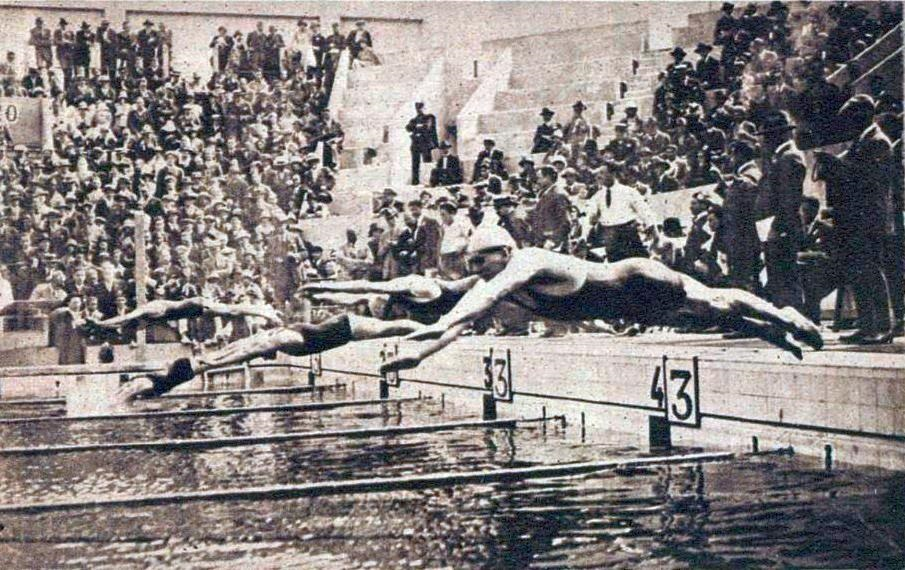
Starten på herrarnas 400 meter frisim.

Simningen vid olympiska sommarspelen 1924 i Paris bestod av elva grenar, sex för män och fem för kvinnor, och hölls mellan den 13 och 20 juli 1924 i Piscine des Tourelles. Antalet deltagare var 169 tävlande från 23 länder.

## Medaljfördelning
| Pl. | Nation         | Guld | Silver | Brons | Totalt |
| --- | -------------- | ---- | ------ | ----- | ------ |
| 1   | USA            | 9    | 5      | 5     | 19     |
| 2   | Storbritannien | 1    | 2      | 1     | 4      |
| 3   | Australien     | 1    | 1      | 2     | 4      |
| 4   | Sverige        | 0    | 2      | 2     | 4      |
| 5   | Belgien        | 0    | 1      | 0     | 1      |
| 6   | Ungern         | 0    | 0      | 1     | 1      |

## Medaljörer

### Damer
| Gren                         | Guld                                                                   | Silver                                                                    | Brons                                                           |
| 100 m frisim Detaljer...     | Ethel Lackie USA                                                       | Mariechen Wehselau USA                                                    | Gertrude Ederle USA                                             |
| 400 m frisim Detaljer...     | Martha Norelius USA                                                    | Helen Wainwright USA                                                      | Gertrude Ederle USA                                             |
| 100 m ryggsim Detaljer...    | Sybil Bauer USA                                                        | Phyllis Harding Storbritannien                                            | Aileen Riggin USA                                               |
| 200 m bröstsim Detaljer...   | Lucy Morton Storbritannien                                             | Agnes Geraghty USA                                                        | Gladys Carson Storbritannien                                    |
| 4 x 100 m frisim Detaljer... | USA Euphrasia Donnelly Gertrude Ederle Ethel Lackie Mariechen Wehselau | Storbritannien Florence Barker Constance Jeans Grace McKenzie Iris Tanner | Sverige Aina Berg Gurli Ewerlund Wivan Pettersson Hjördis Töpel |

### Herrar
| Gren                         | Guld                                                                               | Silver                                                                             | Brons                                                                             |
| 100 m frisim Detaljer...     | Johnny Weissmuller USA                                                             | Duke Kahanamoku USA                                                                | Samuel Kahanamoku USA                                                             |
| 400 m frisim Detaljer...     | Johnny Weissmuller USA                                                             | Arne Borg Sverige                                                                  | Boy Charlton Australien                                                           |
| 1500 m frisim Detaljer...    | Boy Charlton Australien                                                            | Arne Borg Sverige                                                                  | Frank Beaurepaire Australien                                                      |
| 100 m ryggsim Detaljer...    | Warren Kealoha USA                                                                 | Paul Wyatt USA                                                                     | Károly Bartha Ungern                                                              |
| 200 m bröstsim Detaljer...   | Bob Skelton USA                                                                    | Joseph De Combe Belgien                                                            | William Kirschbaum USA                                                            |
| 4 x 200 m frisim Detaljer... | USA Ralph Breyer Harrison Glancy Wally O'Connor Johnny Weissmuller Richard Howell* | Australien Frank Beaurepaire Boy Charlton Moss Christie Ernest Henry Ivan Stedman* | Sverige Åke Borg Arne Borg Orvar Trolle Georg Werner Thor Henning* Gösta Persson* |

* Deltog i kvalenheaten men inte i finalen

## Deltagande nationer
Totalt deltog 169 simmare, 118 män och 51 kvinnor, från 23 länder vid de olympiska spelen 1924 i Paris.
| - Argentina (4) - Australien (5) - Belgien (6) - Danmark (4) - Finland (2) - Frankrike (20) - Grekland (1) - Italien (6) | - Japan (6) - Jugoslavien (6) - Kanada (2) - Luxemburg (4) - Nederländerna (12) - Norge (1) - Nya Zeeland (2) - Portugal (1) | - Schweiz (2) - Spanien (4) - Storbritannien (26) - Sverige (14) - Tjeckoslovakien (9) - Ungern (6) - USA (26) |